# قائمة محميات البوسنة والهرسك
هذه قائمة بالحدائق الوطنية في البوسنة والهرسك
| الاسم                | التأسيس | المساحة (كم2) | الصورة |
| -------------------- | ------- | ------------- | ------ |
| محمية سوتيسكا        | 1965    | 173           |        |
| محمية كوزارا الوطنية | 1967    | 34            |        |
| محمية أونا الوطنية   | 2008    | 198           |        |

المتنزهات الطبيعية في البوسنة والهرسك
| الاسم              | التأسيس | المساحة (كم2) |
| ------------------ | ------- | ------------- |
| محمية هوتوفو بلاتو | 1995    | 74.11         |
| محمية بليدينيي     | 1995    | 6             |
| بحيرة برداشا       | 1995    | 35            |

## وصلات خارجية
- محمية أونا الوطنية
- محمية سوتيسكا
- محمية كوزارا
- حديقة هوتوفو بلاتو الطبيعة
- حديقة بليدينيي الطبيعة